# Musée de l'agriculture du Caire
 (octobre 2024).
Le musée de l'agriculture du Caire est un musée agricole (en) égyptien situé à Dokki (en) dans la banlieue du Caire.
Fondé en 1930 par le roi Fouad Ier, il contient de magnifiques pièces, mais reste ignoré faute d’organisation des modes d’exposition. En plus d'une partie naturaliste du musée sont exposées des techniques anciennes et techniques ultramodernes (pour l'époque d'inauguration du musée) d'agriculture et d'industries agroalimentaires. On y découvre un panorama de l'agriculture mais aussi de la flore et de la faune de l'Égypte antique, avec des céréales datant de 2 500 ans avant notre ère et reconstitution de scènes de labour.
Ce musée ne dépend pas comme la plupart des musées d’Égypte du Conseil suprême des Antiquités égyptiennes (CSA) ni du ministère de la Culture, mais du ministère de l’Agriculture. En plus d'une bibliothèque ouverte au public, le musée est composé d'environ trois cents salles réparties sur sept bâtiments, chacun consacré à un sujet :
- le règne animal ;
- le règne végétal ;
- le coton ;
- l’agriculture en Égypte ancienne ;
- les objets de la princesse Fatma, fille du khédive Ismaïl Pacha ;
- des peintures à l’huile sur toile du XIXe siècle ;
- les objets organiques confisqués par les douanes.